# La Nouaye
Nouaye (bret. Lanwaz) – miejscowość i gmina we Francji, w regionie Bretania, w departamencie Ille-et-Vilaine.
Według danych na rok 1990 gminę zamieszkiwały 202 osoby, a gęstość zaludnienia wynosiła 73 osoby/km² (wśród 1269 gmin Bretanii Nouaye plasuje się na 993. miejscu pod względem liczby ludności, natomiast pod względem powierzchni na miejscu 1078.).